# 브이솔 바이탈솔루션

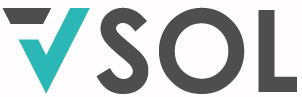
VSOL 로고

브이솔(영어 : VSOL)은 대한민국 건강식품 전문 브랜드이다. 2017년 건강기능식품 전문기업 미그린팜이 새롭게 런칭한 브랜드이다.
주력브랜드인 바이탈솔루션 엠에스엠(영어 : VITAL SOLUTION)은 "운동하는 사람들의 비타민"의 컨셉을 바탕으로 엠에스엠 기능성 원료 인정서 대한민국 1호 전문가 이윤익 박사와 공동개발한 건강기능식품이다.

## 연혁
- 2017. 7 미그린팜 브이솔 바이탈솔루션 브랜드 런칭
- 2017. 7 바이탈솔루션 엠에스엠 판매
- 2020. 7 브이솔 사업자 분리
- 2020. 7 광화문 오피스 이전
- 2021. 2 격투기단체 EXTREAM COMBAT 지원 협약 체결
- 2021. 2 바이탈솔루션 액티브B 크라우드 펀딩 오픈
- 2021. 4 강남구청년창업지원센터 보관됨 2021-09-19 - 웨이백 머신 지원업체 선정
- 2021. 4 바이탈솔루션 액티브B 투고 판매
- 2021. 5 브이솔 런클럽 1기 창설
- 2021. 8 월드비전 Global 6K for WATER HIKING 시즌2 공식 스폰서
- 2021. 10 강남구청년창업지원센터 정기평가 우수기업 선정
- 2022. 3 서울청년창업사관학교 12기 선정
- 2022. 3 2022시즌 NC다이노스 공식 스폰협약 체결
- 2022. 4 바이탈솔루션 마그네슘350 판매시작
- 2022. 7 2022 부산바다마라톤 공식스폰서
- 2022. 8 2022 월드비전 글로벌 6k for WATER 공식스폰서
- 2022. 10 <우리의 마라톤-강동욱편> 대회 개최

## 위치
- 광화문 오피스 : 서울특별시 중구 서소문로 89 17층
- 강남 오피스 : 서울특별시 강남구 봉은사로 320 강남비즈니스센터 10층 1006호(21.04 ~ 21.12)
- 마포 오피스 : 서울특별시 마포구 토정로192 진영빌딩 401호

## 관련 기사
- 단백질만 먹는다고 건강해질까? 운동이 다르면 먹는것도 다르다 / 머니투데이(21.10.21)